# 东诸安浜路

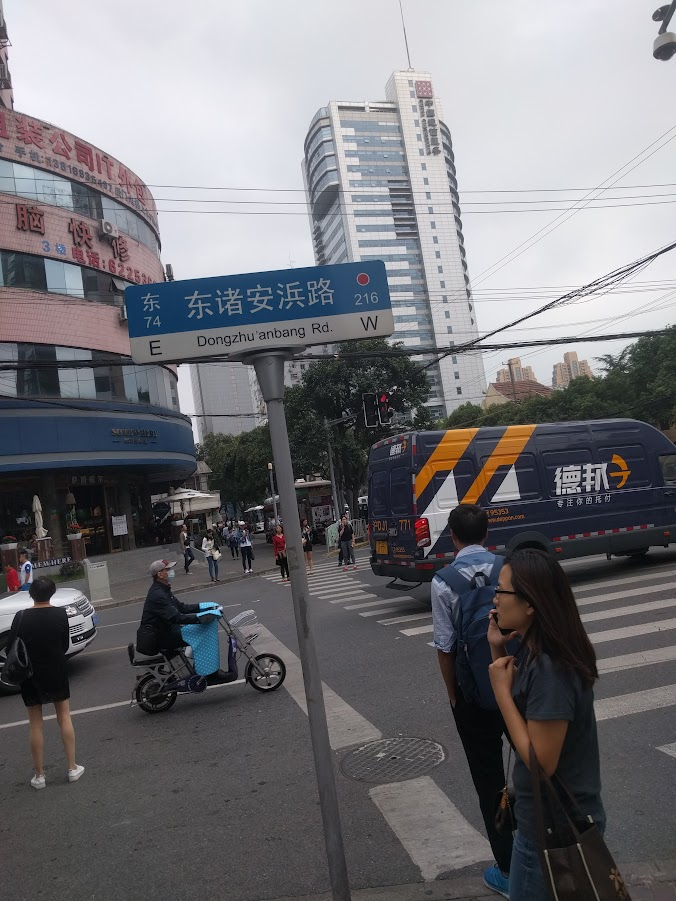
东诸安浜路

東諸安浜路是中華人民共和國上海市長寧區一條東西走向道路，西起江蘇路，東至鎮寧路。全長530米，寬10至11米。
道路原本是諸安浜的東段。1932年填河造路，路名迄今不變。